# Cầu lông tại Đại hội Thể thao châu Á 1998
Cầu lông là cuộc thi ở Đại hội Thể thao châu Á 1998 ở Thammasat Gymnasium 2, Bangkok, Thái Lan từ 8 tháng 12 đến 17 tháng 12.

## Huy chương giành được
| Nội dung | Vàng | Bạc | Đồng |
| -------- | --- | --- | --- |
| Đơn nam  | Dong Jiong · Trung Quốc | Hendrawan · Indonesia | Sun Jun · Trung Quốc |
| Đơn nam  | Dong Jiong · Trung Quốc | Hendrawan · Indonesia | Yong Hock Kin · Malaysia |
| Đôi nam  | Indonesia (INA) · Ricky Subagja · Rexy Mainaky                                                                                              | Thái Lan (THA) · Pramote Teerawiwatana · Siripong Siripool                                                                                  | Trung Quốc (CHN) · Liu Yong · Yu Jinhao |
| Đôi nam  | Indonesia (INA) · Ricky Subagja · Rexy Mainaky                                                                                              | Thái Lan (THA) · Pramote Teerawiwatana · Siripong Siripool                                                                                  | Hàn Quốc (KOR) · Lee Dong-Soo · Yoo Yong-Sung |
| Đội nam  | Indonesia (INA) · Tony Gunawan · Hendrawan · Taufik Hidayat · Tri Kusharjanto · Rexy Mainaky · Budi Santoso · Ricky Subagja · Candra Wijaya | Trung Quốc (CHN) · Chen Gang · Dong Jiong · Liu Yong · Luo Yigang · Sun Jun · Yu Jinhao · Zhang Jun · Zhang Wei                             | Hàn Quốc (KOR) · Ahn Jae-Chang · Ha Tae-Kwon · Hwang Sun-Ho · Kang Kyung-Jin · Kim Dong-Moon · Lee Dong-Soo · Park Sung-Woo · Yoo Yong-Sung       |
| Đội nam  | Indonesia (INA) · Tony Gunawan · Hendrawan · Taufik Hidayat · Tri Kusharjanto · Rexy Mainaky · Budi Santoso · Ricky Subagja · Candra Wijaya | Trung Quốc (CHN) · Chen Gang · Dong Jiong · Liu Yong · Luo Yigang · Sun Jun · Yu Jinhao · Zhang Jun · Zhang Wei                             | Malaysia (MAS) · Chan Chong Ming · Cheah Soon Thoe · James Chua · Jeremy Gan · Roslin Hashim · Pang Cheh Chang · Wong Choong Hann · Yong Hock Kin |
| Đơn nữ   | Kanako Yonekura · Nhật Bản | Gong Zhichao · Trung Quốc | Sujitra Ekmongkolpaisarn · Thái Lan |
| Đơn nữ   | Kanako Yonekura · Nhật Bản | Gong Zhichao · Trung Quốc | Lee Joo-Hyun · Hàn Quốc |
| Đôi nữ   | Trung Quốc (CHN) · Ge Fei · Gu Jun | Indonesia (INA) · Eliza Nathanael · Deyana Lomban                                                                                           | Hàn Quốc (KOR) · Ra Kyung-Min · Chung Jae-Hee |
| Đôi nữ   | Trung Quốc (CHN) · Ge Fei · Gu Jun | Indonesia (INA) · Eliza Nathanael · Deyana Lomban                                                                                           | Trung Quốc (CHN) · Qin Yiyuan · Tang Hetian |
| Đội nữ   | Trung Quốc (CHN) · Dai Yun · Ge Fei · Gong Zhichao · Gu Jun · Qin Yiyuan · Tang Hetian · Ye Zhaoying · Zhang Ning                           | Hàn Quốc (KOR) · Chung Jae-Hee · Kim Ji-Hyun · Kim Shin-Young · Lee Joo-Hyun · Lee Kyung-Won · Lee Soon-Deuk · Ra Kyung-Min · Yim Kyung-Jin | Nhật Bản (JPN) · Takako Ida · Saori Ito · Yoshiko Iwata · Haruko Matsuda · Yasuko Mizui · Kanako Yonekura                                         |
| Đội nữ   | Trung Quốc (CHN) · Dai Yun · Ge Fei · Gong Zhichao · Gu Jun · Qin Yiyuan · Tang Hetian · Ye Zhaoying · Zhang Ning                           | Hàn Quốc (KOR) · Chung Jae-Hee · Kim Ji-Hyun · Kim Shin-Young · Lee Joo-Hyun · Lee Kyung-Won · Lee Soon-Deuk · Ra Kyung-Min · Yim Kyung-Jin | Indonesia (INA) · Mia Audina · Carmelita · Cindana Hartono · Indarti Isolina · Deyana Lomban · Meiluawati · Eliza Nathanael · Minarti Timur       |
| Trộn đội | Hàn Quốc (KOR) · Kim Dong-Moon · Ra Kyung-Min                                                                                               | Hàn Quốc (KOR) · Lee Dong-Soo · Yim Kyung-Jin                                                                                               | Indonesia (INA) · Tri Kusharjanto · Minarti Timur                                                                                                 |
| Trộn đội | Hàn Quốc (KOR) · Kim Dong-Moon · Ra Kyung-Min                                                                                               | Hàn Quốc (KOR) · Lee Dong-Soo · Yim Kyung-Jin                                                                                               | Trung Quốc (CHN) · Zhang Jun · Qin Yiyuan |

## Bảng huy chương
| 1         | Trung Quốc (CHN) | 3 | 2 | 4  | 9  |
| 2         | Indonesia (INA)  | 2 | 2 | 2  | 6  |
| 3         | Hàn Quốc (KOR)   | 1 | 2 | 4  | 7  |
| 4         | Nhật Bản (JPN)   | 1 | 0 | 1  | 2  |
| 5         | Thái Lan (THA)   | 0 | 1 | 1  | 2  |
| 6         | Malaysia (MAS)   | 0 | 0 | 2  | 2  |
| Tổng cộng | Tổng cộng        | 7 | 7 | 14 | 28 |

## Quốc gia tham dự
Tổng cộng 132 vận động viên từ 14 quốc gia hoàn thành bộ môn cầu lông tại Đại hội Thể thao châu Á 1998:
| - Campuchia (2) - Trung Quốc (16) - Đài Bắc Trung Hoa (16) - Hồng Kông (10) - Ấn Độ (1) - Indonesia (16) - Iran (4) | - Nhật Bản (11) - Malaysia (16) - Pakistan (2) - Philippines (4) - Hàn Quốc (16) - Sri Lanka (2) - Thái Lan (16) |

## Liên kết
- Badminton Asia